# Ennio Battistelli
Ennio Battistelli (Ancona, 12 novembre 1924 – ...) è stato un calciatore italiano, di ruolo attaccante.

## Carriera
Ha giocato nella Divisione Nazionale 1945-1946 con l'Anconitana ed in Serie A con il Bari nella stagione 1946-1947. Ha disputato inoltre cinque campionati di Serie B con le maglie di Anconitana, Lecce ed Arsenaltaranto, oltre a varie stagioni in Serie C.

## Palmarès

### Club

#### Competizioni nazionali
- Serie C: 1

Anconitana-Bianchi: 1941-1942